# Rovaniemen maalaiskunta
Rovaniemen maalaiskunta (Zweeds: Rovaniemi landskommun) is een voormalige gemeente in de Finse provincie Lapland en in de Finse regio Lapland. De gemeente had een totale oppervlakte van 7506 km² en telde 21.784 inwoners in 2003. 
In 2006 werd de gemeente bij Rovaniemi gevoegd.